# Conanthalictus seminiger
Conanthalictus seminiger är en biart som beskrevs av Michener 1937. Conanthalictus seminiger ingår i släktet Conanthalictus och familjen vägbin. Inga underarter finns listade i Catalogue of Life.